# Shenzhou (ruimtecapsule)

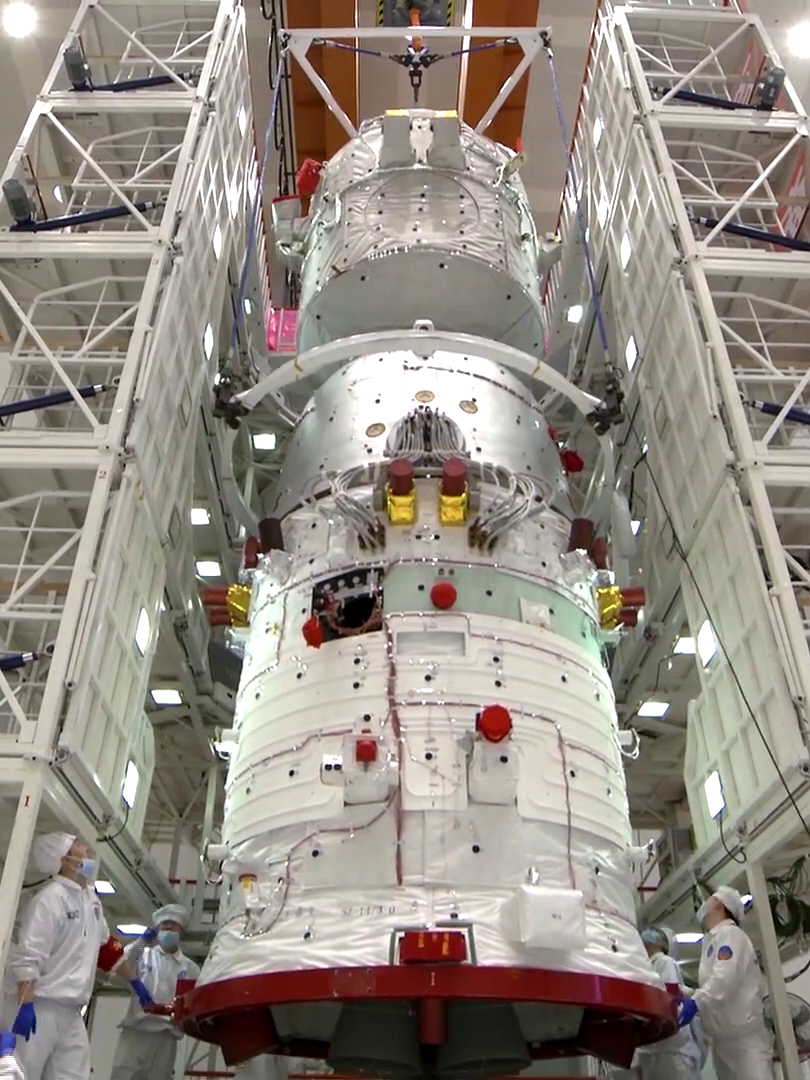
Shenzhou assemblage

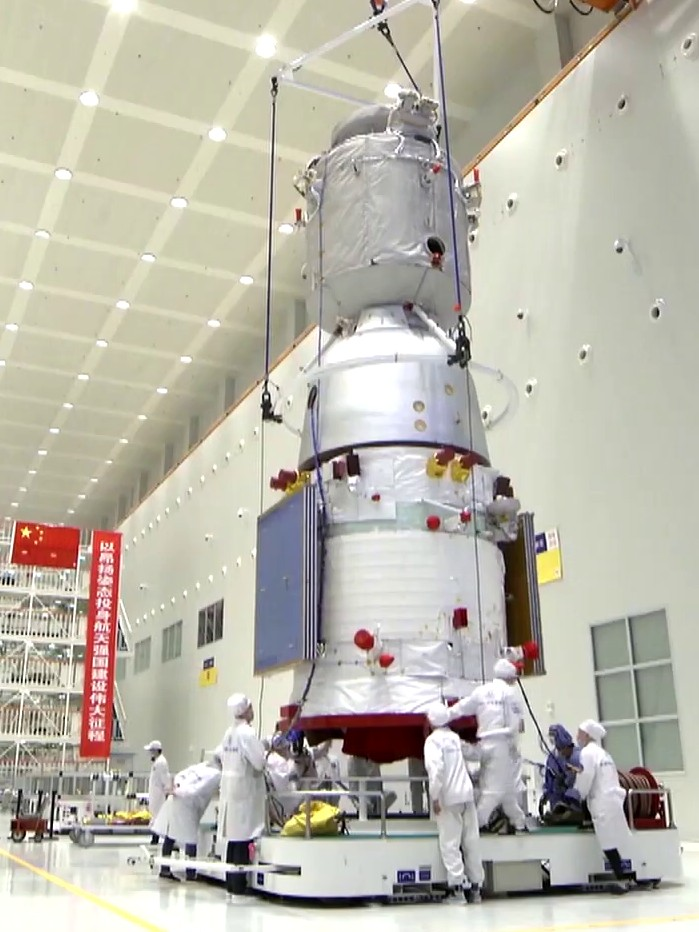
Shenzhou 14

Shenzhou (Chinees: 神舟, Pinyin: shénzhōu, Nederlands: goddelijk vaartuig) is een ruimtevaartuig dat is ontwikkeld en wordt geëxploiteerd door de Volksrepubliek China in het kader van het Shenzhouprogramma. Het ontwerp lijkt op het Russische Sojoez-ruimtevaartuig maar heeft grotere afmetingen. De eerste lancering van Shenzhou was op 19 november 1999 en de eerste bemande lancering vond plaats op 15 oktober 2003.

## Geschiedenis
China's eerste inspanningen op het gebied van bemande ruimtevluchten begonnen in 1968 met een verwachte lanceringsdatum in 1973. Hoewel China in 1970 met succes een onbemande satelliet lanceerde werd het programma voor bemande ruimtevaartuigen in 1980 geannuleerd wegens geldgebrek.
Het Chinese programma voor bemande ruimtevaartuigen werd in 1992 opnieuw gelanceerd met Project 921. Het eerste ontwerp van het ruimtevaartuig volgde de algemene vormgeving van het Russische Sojoez-ruimtevaartuig met drie modules die konden worden gescheiden voor terugkeer. China tekende in 1995 een deal met Rusland voor de overdracht van Sojoez-technologie, inclusief levensondersteunende en dockingsystemen. Het eerste ontwerp werd vervolgens aangepast met de nieuwe Russische technologie.
De eerste onbemande vlucht van het ruimtevaartuig werd gelanceerd op 19 november 1999. Na de lancering werd Project 921 omgedoopt tot Shenzou een naam die naar verluidt was gekozen door Jiang Zemin. Een reeks van drie extra onbemande vluchten werd uitgevoerd. De eerste bemande lancering vond plaats op 15 oktober 2003 met de Shenzhou 5-missie. Het ruimtevaartuig is sindsdien de steunpilaar geworden van het Chinese bemande ruimtevaartprogramma en wordt gebruikt voor zowel bemande- als onbemande missies .

## Ontwerp

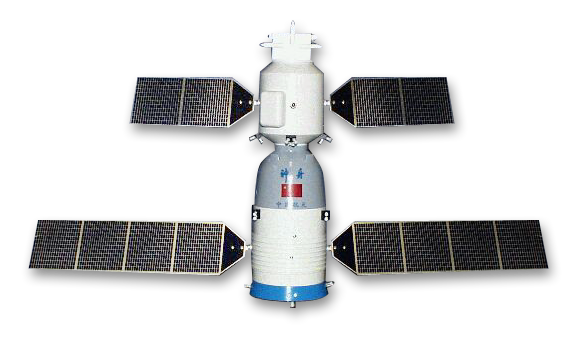
Shenzhou ruimtevaartuig

Shenzhou bestaat uit drie modules: een orbitale module, een terugkeermodule in het midden en een achterste servicemodule. Deze indeling is gebaseerd op het principe van het minimaliseren van de hoeveelheid materiaal die naar de aarde moet worden teruggebracht. Alles wat in de orbitale- of servicemodules wordt geplaatst heeft geen hittebescherming nodig waardoor de beschikbare ruimte in het ruimtevaartuig wordt vergroot.
| Beschrijving | Omvang  |
| ------------ | ------- |
| Totale massa | 7840 kg |
| Lengte       | 9,25 m  |
| Diameter     | 2,80 m  |
| Spanwijdte   | 17,00 m |

### Orbitale module

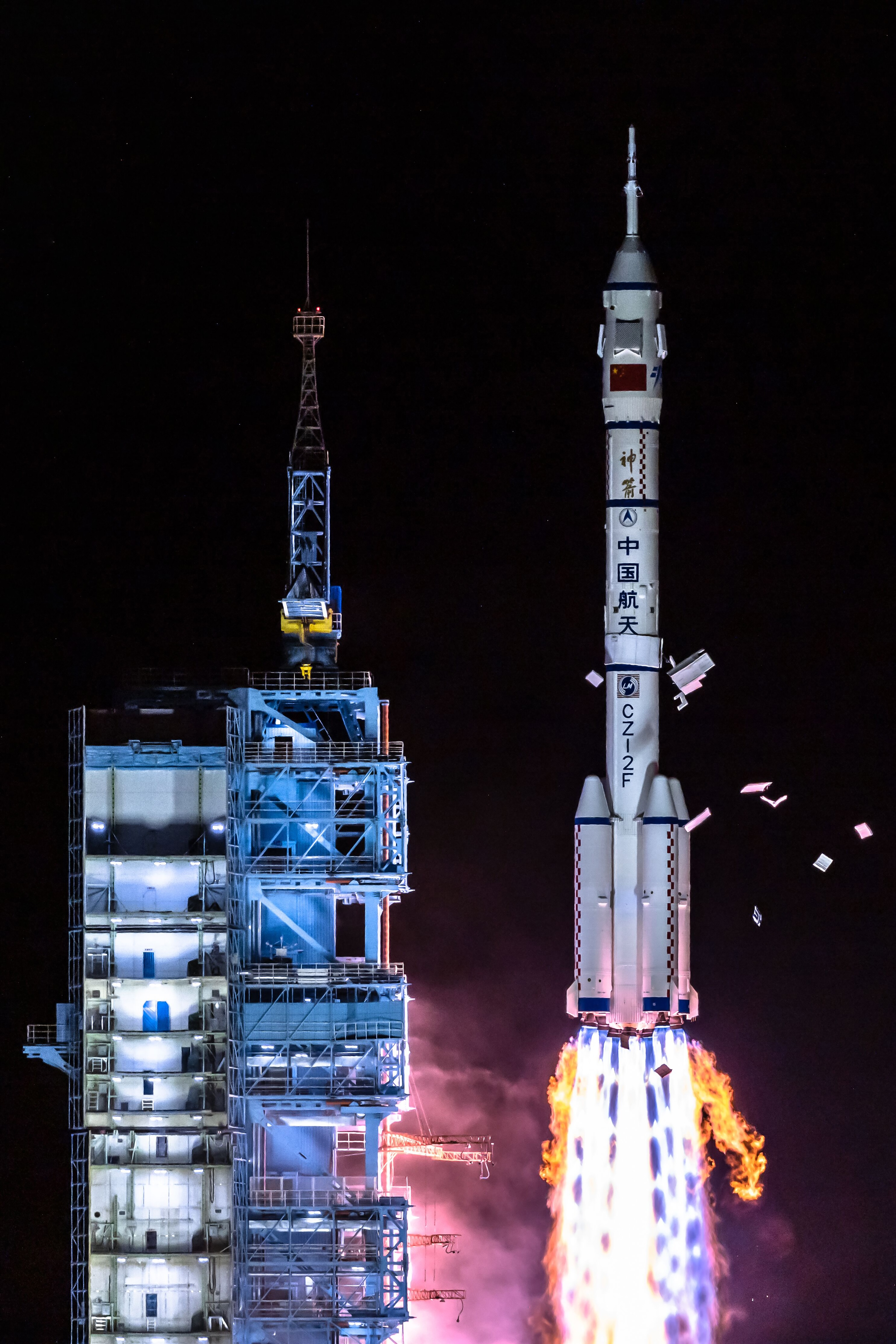
Lancering Shenzhou 13

De orbitale module bevat ruimte voor experimenten, door de bemanning onderhouden of bediende apparatuur en bewoning. Zonder dockingsystemen vervoerde Shenzhou 1 tot en met Shenzhou 6 verschillende soorten lading bovenop hun orbitale modules voor wetenschappelijke experimenten.
Het koppelmechanisme van het Chinese ruimtevaartuig (beginnend met Shenzhou 8) is gebaseerd op het Androgynous Peripheral Attach System (APAS).
Tot Shenzhou 8 was de orbitale module van de Shenzhou uitgerust met zijn eigen voortstuwing, zonne-energie en controlesystemen, waardoor autonome vluchten mogelijk waren. Het is voor Shenzhou mogelijk om een orbitale module in een baan om de aarde te laten zodat deze opnieuw kan worden gekoppeld met een ander ruimtevaartuig, een mogelijkheid die Sojoez niet bezit. De orbitale module(s) kunnen ook worden achtergelaten op de koppelpoorten van het Tiangong-ruimtestation.
Bij de onbemande testvluchten die werden gelanceerd bleef de orbitale module van elke Shenzhou enkele dagen in een baan om de aarde draaien nadat de terugkeermodules waren afgedaald naar de Aarde. De Shenzhou 5-orbitale module bleef zes maanden na de lancering operationeel.
| Beschrijving                                      | Omvang             |
| ------------------------------------------------- | ------------------ |
| Ontwerplevensduur                                 | 200 dagen          |
| Lengte                                            | 2,80 m             |
| Basisdiameter                                     | 2,25 m             |
| Maximale diameter                                 | 2,25 m             |
| Spanwijdte                                        | 10,40 m            |
| Bewoonbaar volume                                 | 8,00 m3            |
| Massa                                             | 1500 kg            |
| Reaction control system (RCS) Coarse × Stuwkracht | 16 × 5 N           |
| RCS Drijfgassen                                   | Hydrazine          |
| Elektrisch systeem: zonnepanelen                  | 12,24 m2           |
| Elektrisch systeem                                | 0,50 gemiddelde kW |
| Elektrisch systeem                                | 1,20 kW            |

### Terugkeermodule

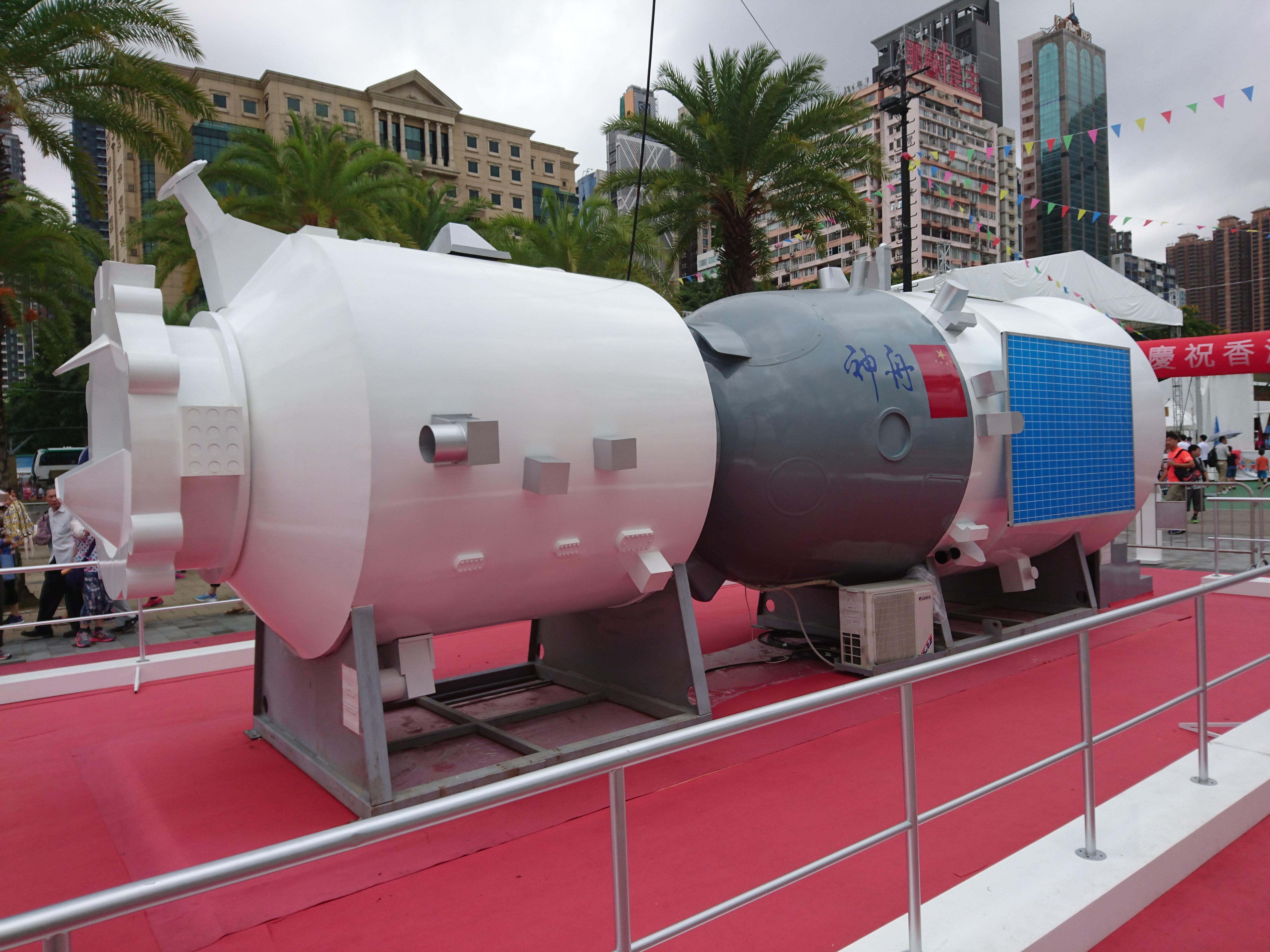
Complete terugkeermodule

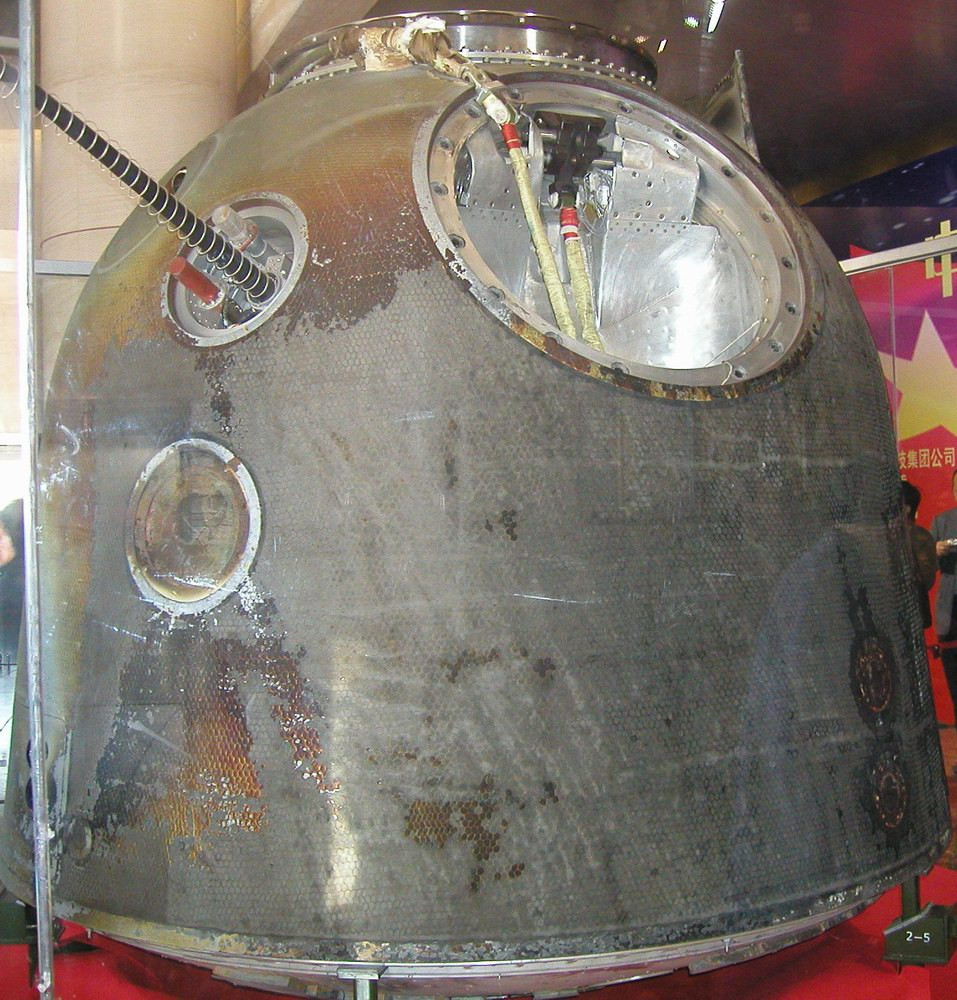
Terugkeercapsule Shenzhou 5

De terugkeermodule bevindt zich in het middengedeelte van het ruimtevaartuig en bevat zitplaatsen voor de bemanning. Het is het enige deel van Shenzhou dat terugkeert naar het aardoppervlak. De vorm van het vaartuig is een compromis tussen een gemaximaliseerde leefruimte en het toestaan van enige aerodynamische controle bij de terugkeer naar Aarde.
| Beschrijving                                      | Omvang    |
| ------------------------------------------------- | --------- |
| Bemanningsgrootte                                 | 3         |
| Ontwerplevensduur                                 | 20 dagen  |
| Lengte                                            | 2,50 m    |
| Basisdiameter                                     | 2,52 m    |
| Maximale diameter                                 | 2,52 m    |
| Bewoonbaar volume                                 | 6,00 m3   |
| Massa                                             | 3240 kg   |
| Massa hitteschild                                 | 450 kg    |
| Glijgetal (hypersonisch)                          | 0,30      |
| Reaction control system (RCS) Coarse × Stuwkracht | 8 × 150 N |
| RCS Drijfgassen                                   | Hydrazine |

### Servicemodule
De servicemodule bevat levensondersteuning en andere apparatuur die nodig is voor het functioneren van Shenzhou. Twee paar zonnepanelen, een paar op de servicemodule en het andere paar op de orbitale module, hebben een totale oppervlakte van ruim 40 m2 wat wijst op een gemiddeld elektrisch vermogen van meer dan 1,5 kW (bij  Sojoez 1,0 kW).
| Beschrijving                                      | Omvang                                                        |
| ------------------------------------------------- | ------------------------------------------------------------- |
| Ontwerplevensduur                                 | 20 dagen                                                      |
| Lengte                                            | 2,94 m                                                        |
| Basisdiameter                                     | 2,50 m                                                        |
| Maximale diameter                                 | 2,80 m                                                        |
| Spanwijdte                                        | 17,00 m                                                       |
| Massa                                             | 3000 kg                                                       |
| Reaction control system (RCS) Coarse × Stuwkracht | 8 × 150 N                                                     |
| RCS Fijn × Stuwkracht                             | 16 × 5 N                                                      |
| RCS Drijfgassen                                   | N2O4 / methylhydrazine (MMH), verenigd systeem met hoofdmotor |
| Hoofdmotor                                        | 4 × 2500 N                                                    |
| Stuwkracht hoofdmotor                             | 10.000 kN                                                     |
| Drijfgassen hoofdmotor                            | N2O4 / methylhydrazine (MMH)                                  |
| Drijfgassen hoofdmotor                            | 1000 kg                                                       |
| Hoofdmotor Isp                                    | 290 seconden                                                  |
| Elektrisch systeem: Zonnepanelen                  | 24,48 + 12,24 m2, 36,72 m2 totaal                             |
| Elektrisch systeem                                | 1,50 kW (gemiddeld)                                           |
| Elektrisch systeem                                | 2,40 kW                                                       |

## Vergelijking met Sojoez
Hoewel het Shenzhou-ruimtevaartuig hetzelfde ontwerp volgt als het Russische Sojoez-ruimtevaartuig is het ongeveer 10% groter en zwaarder dan Sojoez. Het heeft ook een grotere cilindrische orbitale module en 4 voortstuwingsmotoren. Er is genoeg ruimte om een opblaasbaar vlot mee te nemen in het geval van problemen met een waterlanding terwijl Sojoez-astronauten in het water moeten springen en zwemmen. De commandant zit op de middelste stoel van beide ruimtevaartuigen. De copiloot zit echter op de linkerstoel in Shenzhou en op de rechterstoel in Sojoez.

## Trivia
- In maart 2005 kreeg een asteroïde de naam 8256 Shenzhou ter ere van het ruimtevaartuig.

Ruimtevaartuig: Shenzhou · Tianzhou

Onbemand: Shenzhou 1 · Shenzhou 2 · Shenzhou 3 · Shenzhou 4 · Shenzhou 8

Bemand afgerond: Shenzhou 5 · Shenzhou 6 · Shenzhou 7 · Shenzhou 9 · Shenzhou 10 · Shenzhou 11 · Shenzhou 12 · Shenzhou 13 · Shenzhou 14 · Shenzhou 15 · Shenzhou 16 · Shenzhou 17 · Shenzhou 18

Bemand bezig: Shenzhou 19

Bemand gepland: Shenzhou 20 · Shenzhou 21

Gerelateerd: Tiangongprogramma · Tiangong 1 · Tiangong 2 · Tiangong ruimtestation · Lijst van bemande expedities naar het ruimtestation Tiangong · Lange Mars (raketfamilie) · Lanceerbasis Jiuquan